# 備前町
備前町（びぜんちょう）は岡山県の東部、和気郡に属していた町。
現在の備前市の日生町各町、吉永町各町、三石、八木山、野谷を除いた地域にあたる。

## 地理
- 山：宮山、医王山、竜王山、笹尾山、神田山、大平山、妙見山、玉葛山、竜王山、四辻山、高松山、東大平山、西大平山、大谷山、観音寺山、明神山、義方山、天狗山、夕立受山、春日山、向山、前山
- 河川：吉井川
- 海：瀬戸内海（片上湾）
- 岬：高目鼻、臍尾鼻、高座ノ鼻、呼子ノ鼻
- 島：前島、唐島、横島、住吉島

## 歴史
- 1951年（昭和26年）4月1日 - 片上町・伊部町が合併して発足。
- 1955年（昭和30年）3月31日 - 備前町・伊里町・香登町・鶴山村、邑久郡鶴山村が合併し、改めて備前町が発足。
- 1971年（昭和46年）4月1日 - 三石町と合併して備前市が発足。同日備前町廃止。

## 交通

### 鉄道路線
- 日本国有鉄道
  - 赤穂線
    - 伊里駅 - 備前片上駅 - 西片上駅 - 伊部駅 - 香登駅
- 同和鉱業（現・DOWAホールディングス）
  - 片上鉄道線（1991年廃止）
    - 片上駅

### 道路
- 国道2号
- 国道250号